# NGC 3318
NGC 3318 (również PGC 31533) – galaktyka spiralna z poprzeczką (SBbc), znajdująca się w gwiazdozbiorze Żagla. Odkrył ją John Herschel 2 marca 1835 roku.
W galaktyce tej zaobserwowano supernową SN 2000cl.